# Reichsstraße 335
Die Reichsstraße 335 (R 335) war bis 1945 eine Reichsstraße des Deutschen Reichs, die vollständig im heutigen österreichischen Bundesland Kärnten verlief. Die Straße nahm ihren Anfang an der damaligen Reichsstraße 333 in der Stadt Völkermarkt und verlief auf der Trasse der heutigen Seeberg Straße B 82 über Eisenkappel zum Seebergsattel, der bis zur Annexion der nördlichen Krain im Jahr 1941 die Grenze zu Jugoslawien bildete.
Ihre Gesamtlänge betrug bis zum Seebergsattel rund 43 Kilometer.